# جائزة غرامي لأفضل فنان جديد
جائزة الغرامي لأفضل فنان صاعد (Grammy award for Best New artist) هي جائزة تقدمها الأكاديمية الوطنية لتسجيل الفنون والعلوم سنويا، لأفضل فنان جديد.تقدم الجائزة منذ أول نسخة من الجائزة سنة 1959.
| السنة[I] | الصورة                                  | الفائز              | الترشيح                                                     | المراجع |
| -------- | --------------------------------------- | ------------------- | ----------------------------------------------------------- | ------- |
| 2010 ‏    |                                         | زاك براون باند      | - كيري هيلسون - MGMT - Silversun Pickups - ذا تينج تينجس    | [ 1 ]   |
| 2011 ‏    |                                         | إسبيرانزا سبالدنغ   | - دريك - فلورنس اند ذا مشين - جاستن بيبر - مومفورد اند سونز | [ 2 ]   |
| 2012 ‏    | جاستن فيرنون, lead singer and guitarist | بون إيفار           | - جيه. كول - نيكي ميناج - سكريليكس - The Band Perry         | [ 3 ]   |
| 2013 ‏    | نايت رويس, lead singer                  | Fun                 | - ألاباما شيك - هنتر هايز - فرانك أوشن - ذا لومينيرز        | [ 4 ]   |
| 2014 ‏    |                                         | ماكليمور وريان لويس | - إد شيران - جيمس بليك - كاسي موسغرافس - كيندريك لامار      | [ 4 ]   |
| 2015 ‏    |                                         | سام سميث            | - باستيل (فرقة غنائية) - براندي كلارك - Haim - إيجي أزيليا  | [ 5 ]   |
| 2016     |                                         | ميغان تراينور       | - كورتني برنيت - جيمس باي - توري كيلي - سام هنت (مغني)      | [ 4 ]   |
| 2017     |                                         | تشانس ذا رابر       | - كيلسي باليريني - ذا شينسموكرز - مارين موريس - أندرسون باك | [ 6 ]   |
| 2018     | TBA                                     | TBA                 | - أليسيا كارا - خاليد - ليل أوزي فيرت - جوليا مايكلز - SZA  | [ 7 ]   |